# Václav Treitz

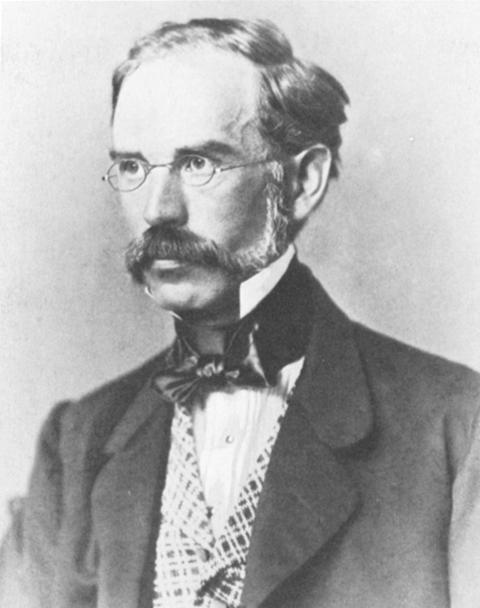
Václav Treitz

Václav Treitz, auch Wenzel Treitz oder Treic, (* 9. April 1819 in Hostomice pod Brdy, Böhmen; † 27. August 1872 in Prag) war ein tschechischer Pathologe.

## Leben und Wirken
Treitz wurde als Sohn eines Rechtsanwalts geboren. Nach der Matura, die er in Benešov absolvierte, studierte er Medizin an der Karls-Universität Prag. Seine weitere Ausbildung absolvierte er in Wien mit Josef Hyrtl (1810–1894), einem österreichischen Anatomen. Danach war er als Arzt an der Jagiellonen-Universität in Krakau tätig. 1855 kehrte Treitz nach Prag zurück, wo er zum Professor und Direktor des Instituts für Pathologische Anatomie berufen wurde.
Neben seiner ärztlichen Tätigkeit war Václav Treitz eine Symbolfigur im Kampf der tschechischen Nationalbewegung.
Am 27. August 1872 beging Treitz im Alter von 52 Jahren mit Zyankali Suizid.

## Begriffe, die mit dem Namen Treitz verbunden sind
- Treitz entdeckte 1853 den Musculus suspensorius duodeni, welcher später Treitzsches Ligament oder auch Treitzsches Band (Ligamentum suspensorium duodeni) genannt wurde. Die Struktur fixiert den Übergang von Duodenum und Jejunum an der Hinterwand des Bauchraums.
- Treitzscher Winkel: eine scharfe Abknickung des duodenojejunalen Übergangs
- Treitzscher Bogen (Plica paraduodenalis): eine Peritonealfalte zwischen der linken Seite der Flexura duodenojejunalis und der medialen Begrenzung der linken Niere
- Treitzsche Faszie: Faszie hinter dem Pankreaskopf
- Treitzsche Fossa: Grube unter dem Coecum
- Treitzsche Hernie: eine duodenojejunale Hernie; auch als retroperitoneale Hernie bekannt